# Omringningsslag
Vernichtungsgedanke, (nedkæmpelsestanken) er en tysk militær doktrin, som stammer tilbage fra tiden omkring Frederik den Store af Preussen. Doktrinen lægger vægt på en hurtig nedkæmpelse af fjendens styrker ved hurtige og flydende bevægelser, der skal bringe fjenden ud af balance og derigennem give angriberen mulighed for at påtvinge forsvareren sin vilje og undgå et dødvande.
Doktrinen er baseret på en usædvanlig stram træning og disciplin og helt igennem professionelt lederskab. Man kan læse meget om nedkæmpelsestanken i preusseren Carl von Clausewitz' klassiske bog Om krig.
Denne doktrin blev brugt med held i den Østrigske arvefølgekrig, Syvårskrigen, Napoleonskrigene, den Preussisk-østrigske krig og den Fransk-preussiske krig i (1870-1871). Preussens militære successer var katalysatoren som stod bag etableringen af alliancesystemerne i slutningen af det 19. og begyndelsen af det 20. århundrede.
Våbenkapløbet i den lange fredsperiode 1871-1914 skabte det militære udstyr som udhulede angribernes fordel. Det gav forsvarerne afgørende fordele og gjorde scenen klar til det katastrofale dødvande under 1. Verdenskrig. Nedkæmpelsestankens lange dominans som den primære taktiske doktrin i moderne krigsførelse sluttede på Vestfronten i 1. Verdenskrig.
Da mellemkrigstiden sluttede og Europa igen gik i krig, var mange af officererne på de højeste poster i Tyskland, ikke mindst general Heinz Guderian, klar over doktrinens mangler og havde specifikke ideer om, hvad der skulle erstatte den. De måtte imidlertid kæmpe en række bureaukratiske slag for at overvinde inertien i hærens egne rækker. De vandt de fleste af disse kampe og frembragte under 2. verdenskrig en ny doktrin, der blev kendt som Blitzkrieg. Den tidlige begejstring for de muligheder som mobile pansrede enheder gav blev i 1930'erne omtalt som panserideen.

## Yderligere læsning
Carl von Clausewitz: Om krig, 2 udgave, Rhodos 1991 ISBN 87-7245-393-1.